# 猪股義周
猪股 義周（いのまた よしちか）は、日本の作曲家・編曲家。

## 来歴・人物
1974年、慶應大学工学部に入学後、在学中に学生バンドを結成し活動。大学中退後は、主にクラブやライブハウスで演奏活動をしていた。
1983年、松田聖子・野口五郎のツアーバンドにキーボーディストとして参加。その後多数のツアー・コンサートに参加。
Hi-Fi Set・財津和夫・中森明菜・堀ちえみ・岩崎良美・水木一郎・服部克久音楽畑　他
2009年、2015年 間宮芳生のオペラ「ポポイ」にシンセサイザーで参加
海外公演は、西村由紀江 チェコスロバキアコンサート・森山良子 セビリア万博コンサート。
また、スタジオ・ミュージシャンとしての活動も開始し、様々なアーティストのレコーディングに参加。1990年頃から、本格的に作曲家・編曲家としての活動を開始し、現在に至る。
1985～1990年　CX「夜のヒットスタジオ」レギュラー出演。
2025年　新規開校の本荘東小学校校歌を作曲

## 楽曲提供作品

### 歌謡曲
編曲作品
- 市川由紀乃
  - 「逢いたいなぁ」（2019年）

- 五木ひろし
  - 「VIVA・LA・VIDA!〜生きてるっていいね!〜」（2018年）
  - 「麗しきボサノヴァ」（2019年）
  - 「春夏秋冬・夢まつり」「365本のひまわり」（2020年）
  - 「ぽつんとひとりきり」（2021年）

- 五木ひろし＆市川由紀乃
  - 「最愛のひと」（2019年）

- 五木ひろし＆坂本冬美
  - 「グラスの氷が解けるまで」（2020年）
- 梅谷心愛
  - 「磐越西線ひとり」「あこがれ橋」（2023年）
  - 「青い約束」（2024年）
- 大江裕
  - 「北海ながれ歌」「さいはて浪漫」（2024年）
- 岡ゆう子
  - 「春待ち鳥よ」「なみだ唄」（2023年）
  - 「女の坂道」「おんなの青空」（2024年）

- 加門亮
  - 「アモーレ・ミオ」（2013年）
  - 「ごめんね絵梨子」（2014年）
  - 「横浜のブルース」（2015年）
  - 「トワイライト横浜」（2016年）
  - 「恋の物語」（2017年）
  - 「アイラブユー」（2018年）
- 川中美幸
  - 「人生日和」「横浜トワイライト」（2024年）

- 北川大介
  - 「倖せの隠れ場所」「東京三日月倶楽部」「しのび逢い」（2019年）

- 北原ミレイ
  - 「北の母子船」（2014年）
  - 「泣いてジェラシー」「はじまりの黄昏」（2015年）
  - 「愛の不死鳥」（2016年）
  - 「ワッショイ」「ある女のこと」「バイオレットムーン」「寂しいくちびる」「恋は砂時計」（2017年）
  - 「愛は一期一会」「まろやかな孤独」（2018年）
  - 「明日へのかけ橋」「真冬のセレナーデ」（2019年）
  - 「人生の贈りもの」「愛を紡いで」（2021年）
  - 「薔薇の雨」「卒業」（2022年）
  - 「サクラウタ」「雨あがり」（2022年）
  - 「その日のために」「手紙」（2024年）
  - 「人生に幸あれ」（2025年）

- 北原ミレイ＆平浩二
  - 「甘い罠」（2015年）
- 北山たけし
  - 「さすらいの街」「春は来るだろう」(2023年)
  - 「月うるる」「夢追い鶴」（2024年）
- キム・ヨンジャ
  - 「海を渡る蝶」「流氷えとらんぜ」（2024年）
- 弦哲也
  - 「五島の母ちゃん」「五島恋椿」（2023年）

- 香西かおり
  - 「契り酒」（2020年）

- 伍代夏子
  - 「暁」 「いつか雨上がる」（2019年）
- コロッケ
  - 「楪」「人間って何だろう？」（2018年）
- 小山雄大
  - 「道南恋しや」「椿咲く島」（2024年）
  - 「じゃがいもの花」「沖ノ島遥か」（2025年）
- 島津悦子
  - 「ミッドナイトグラス」（2023年）
  - 「慈雨」「考えさせてもらいます」（2024年）
- 神野美伽
  - 「夜が泣いてる」（2023年）
  - 「天の意のまま」（2024年）
  - 「SIZUKO! QUEEN OF BOOGIE」（2024年）
  - 「まっぴら御免」「往生しなっせ」（2025年）

- 平浩二
  - 「愛・佐世保」「ぬくもり」（2015年）
  - 「九十九島」（2016年）
- 多岐川舞子
  - 「凍る月」(2022年)
- 伊達悠太
  - 「涙のララバイ」「冬のいたずら」（2022年）
  - 「土砂降りの雨だから」「一目ぼれのブルース」（2023年）
  - 「サバイバルレディー」「愛の歌をバラードと呼ぶなら」「純愛」（2024年）

- 天童よしみ
  - 「残波」「梅の木ものがたり」（2021年）
  - 「あなたに咲いた花だから」「おもかげブルース」（2022年）
  - 「昭和かたぎ」「花の春」（2024年）
  - 「昭和ごころ」「季節のメロディー」（2025年）

- 永井みゆき
  - 「雨の越後路」「江戸三景 えー、じれったい」（2020年）
  - 「秘蛍」「阿賀町ひとり」(2022年)

- 中条きよし
  - 「グッバイ ラブをあなたに」「三百六十五日」（2013年）
  - 「たんぽぽ」「線香花火 ひとしずく」（2015年）
  - 「北の灯り」「愛のカルテ」（2020年）
  - 「カサブランカ浪漫」「ベイサイドブルース」(2022年)
- 西岡徳馬
  - 「だろ？」「娘に乾杯」（2020年）

- 服部浩子
  - 「呉ない情話」「月酒場」（2020年）
  - 「陽炎坂」（2021年）
  - 「夜雨抄」「夕月川」(2022年)
  - 「鏡の花」「サクラ食堂より」（2023年）
- 原田悠里
  - 「淡月」(2022年)
- ハンジナ
  - 「愛のかけら」「そして今は」（2025年）

- 氷川きよし
  - 「龍翔鳳舞」「それぞれの花のように」（2019年）

- 真木ことみ
  - 「天の糸」「ポプラの並木道」（2021年）
- 真木柚布子
  - 「マンボ大阪パラダイス」(2022年)

- 松原のぶえ
  - 「春待ちしぐれ」「冬蛍」(2022年)
  - 「たった一度の人生だから」「かげりゆく愛」（2024年）
  - 「下北半島哀愁路」「龍となり」（2025年）
- 三山ひろし
  - 「恋…情念」「雲」（2024年）
- 森進一　
  - 「さわりは名調子」「旧友」（2022年）
- 山口ひろみ
  - 「三井の晩鐘」（2023年）
  - 「恋問海岸」（2024年）
- 山崎ていじ
  - 「追憶ー北の駅ー」「桜の下で」(2023年)
  - 「ふたりで夢さがし」（2024年）
  - 「男一念」「潮鳴り」（2025年）
- 山本譲二　
  - 「比翼の鳥」「黄昏だより」（2021年）
  - 「みちのく忘れ雪」「浮き草ふたり」（2023年）

- 山本リンダ
  - 「明日への翼」「こまっちゃうナ」（2022年）
- 湯原正幸
  - 「星になるまで」（2019年）
- ルービー・ブラザーズ（杉本眞人・湯原正幸）
  - 「涙は熱いんだな」（2018年）

- れいか
  - 「奪いたいLOVE(あい)」「アモーレ・ミオ～愛する人」（2013年）
  - 「女のサンバ」「憧れのひと」（2015年）
  - 「優しい嘘をください」「醜聞は夜作られる」(2018年)
  - 「貯金の好きな女」「紅い月のアモーレ」(2020年)
  - 「OSAKAレイニーブルース」「東京ボレロ」(2023年)
  - 「とわず語りの数え唄」「硝子のシャボン玉」（2025年）

### アニメ・特撮
アニメ
- 美少女戦士セーラームーン セーラースターズ（1996年 - 1997年）
  - 「あしたもまた自転車」（編曲／歌：水野亜美【久川綾】）
  - 「バイバイって言った」（編曲／歌：ちびうさ【荒木香恵】）
  - 「イニシャル・U」（作曲・編曲／歌：大木理紗）

- 夢のクレヨン王国（1997年 - 1999年）
  - 「おしゃれをなさい 年のくれ」（作曲・編曲／歌：有澤圭子）
  - 「オタマジャクシのズボン」（作曲・編曲／歌：WATZ KIDS）

- デジモンアドベンチャー（1999年 - 2000年）
  - 「歯車じかけの森〜ピノッキモンのテーマ〜」（編曲／歌：ピノッキモン【小桜エツ子】）

- 祝!(ハピ☆ラキ)ビックリマン（2006年 - 2007年）
  - 「オバハンの独り言」（作曲・編曲／歌：弁財アキ【田中真弓】）
  - 「愛のマトバロボ ラ・キーン」（作曲・編曲／歌：水木一郎、堀江美都子）

- 劇場版 CLANNAD－クラナド－（2007年）
  - 「だんご だんご だんご」（作曲・編曲／歌：付属光坂高等学校在校生）

特撮
- テツワン探偵ロボタック（1998年 - 1999年）
  - 「哀愁ワンダフルバウ!」（編曲／歌：石原慎一）

- 燃えろ!!ロボコン（1999年 - 2000年）
  - 「燃えろ×4ロボコン!!」（編曲／歌：速水けんたろう）
  - 「100点満点 ロボコンたいそう」（編曲／歌：ロボコン【伊倉一恵】）
  - 「燃えろ!!ロボコン」（編曲／歌：樫原伸彦）
  - 「がんばって」（編曲／歌：緑川陽子）
  - 「きっと だいじょうぶ」（編曲／歌：ロビーナ【加藤夏希】）
  - 「ロボット学校 ある限り!」（作曲・編曲／歌：ロボコン【伊倉一恵】、ロビーナ【加藤夏希】、ロボビン【関智一】、ロボイド【堀秀行】、ロボプル【大神いずみ】、ロボパチ【山口勝平】）

- 東北合神ミライガー（2012年）
  - 「東北合神ミライガー」（編曲／歌：水木一郎）

## 劇伴担当作品
- 蔵の宿（2000年）
- 祝!(ハピ☆ラキ)ビックリマン（2006年 - 2007年） ※本田洋一郎と共同。
- 劇場版 CLANNAD－クラナド－（2007年）
- はたらキッズ マイハム組（2007年 - 2008年）